# U-Bahn-Linie E (New York City)
| U-Bahn der Linie E in Queens (2016) |                      |                                             |                              |
| Geographischer Plan New Yorks mit Verlauf der Linie E |                      |                                             |                              |
| Spurweite: | 1435 mm (Normalspur) |                                             |                              |
| |                      |                                             |                              |
| \| \| \| Jamaica Center-Parsons/Archer \| \| \| \| \| Sutphin Boulevard-Archer Avenue-JFK Airport \| \| \| \| \| (Übergang zu Jamaica LIRR ) \| \| \| \| \| Jamaica-179 Street \| \| \| \| \| (einzelne Fahrten) \| \| \| \| \| Kew Gardens-Union Turnpike \| \| \| \| \| \| \| \| \| \| Forest Hills-71 Avenue \| \| \| \| \| \| \| \| \| \| Jackson Heights-Roosevelt Avenue \| \| \| \| \| (Übergang zu 74 Street-Broadway ) \| \| \| \| \| Queens Plaza \| \| \| \| \| Court Square-23 Street \| \| \| \| \| (Übergang zu Court Square ) \| \| \| \| \| Lexington Avenue/53 Street \| \| \| \| \| (Übergang zu 51 Street) \| \| \| \| \| 5 Avenue/53 Street \| \| \| \| \| 7 Avenue \| \| \| \| \| \| \| \| \| \| 42 Street-Port Authority Bus Terminal \| \| \| \| \| (Übergang zu Times Sq-42 St) \| \| \| \| \| 34 Street-Penn Station LIRR \| \| \| \| \| \| \| \| \| \| 14 Street \| \| \| \| \| West 4 Street \| \| \| \| \| \| \| \| \| \| Canal Street \| \| \| \| \| World Trade Center PATH \| \| |                      |                                             |                              |
| Erklärung |                      |                                             |                              |
| Gezeigt werden ausschließlich Knotenpunkte und Endpunkte. Fett geschriebene Stationen werden zu allen Tageszeiten bedient. |                      |                                             |                              |
| |                      | Jamaica Center-Parsons/Archer               |                              |
| |                      | Sutphin Boulevard-Archer Avenue-JFK Airport |                              |
| |                      | (Übergang zu Jamaica LIRR )                 |                              |
| |                      | Jamaica-179 Street                          |                              |
| |                      | (einzelne Fahrten)                          |                              |
| |                      | Kew Gardens-Union Turnpike                  |                              |
| |                      |                                             |                              |
| |                      | Forest Hills-71 Avenue                      |                              |
| |                      |                                             |                              |
| |                      | Jackson Heights-Roosevelt Avenue            |                              |
| |                      | (Übergang zu 74 Street-Broadway )           |                              |
| |                      | Queens Plaza                                |                              |
| U-Bahn-Bahnhof |                      | Court Square-23 Street                      | Court Square-23 Street       |
| |                      | (Übergang zu Court Square )                 |                              |
| |                      | Lexington Avenue/53 Street                  |                              |
| U-Bahn-Strecke |                      | (Übergang zu 51 Street)                     | (Übergang zu 51 Street)      |
| U-Bahn-Bahnhof |                      | 5 Avenue/53 Street                          | 5 Avenue/53 Street           |
| U-Bahn-Bahnhof |                      | 7 Avenue                                    | 7 Avenue                     |
| |                      |                                             |                              |
| |                      | 42 Street-Port Authority Bus Terminal       |                              |
| U-Bahn-Strecke |                      | (Übergang zu Times Sq-42 St)                | (Übergang zu Times Sq-42 St) |
| |                      | 34 Street-Penn Station LIRR                 |                              |
| |                      |                                             |                              |
| |                      | 14 Street                                   |                              |
| |                      | West 4 Street                               |                              |
| |                      |                                             |                              |
| U-Bahn-Bahnhof |                      | Canal Street                                | Canal Street                 |
| |                      | World Trade Center PATH                     |                              |

Die Linie E „8 Avenue Local“ ist eine U-Bahn-Linie der New York City Subway, die in New York durch die Stadtbezirke Queens und Manhattan fährt. Ihre Stammstrecke ist die IND Eighth Avenue Line, eine der sechs Stammstrecken der Division B. Sie hat die Kennfarbe Blau.
Die Linie E legt den längsten Teil ihres Linienwegs auf der IND Queens Boulevard Line und dort als „Queens Boulevard Express“ zurück, der nur an ausgewählten Stationen hält. Spät abends und im Nachtverkehr hält sie als „Queens Boulevard Local“ an allen Stationen. In Manhattan befährt sie den südlichen Teil der Stammstrecke zwischen den U-Bahnhöfen 50th Street in Midtown Manhattan und World Trade Center in Lower Manhattan. Auf diesem Abschnitt ist sie rund um die Uhr eine Local-Linie, die an allen Stationen hält. 
Die Linie fährt vollständig unterirdisch. Sie nutzt die kurzen Anschluss- und Verbindungsstrecken IND Archer Avenue Line in Jamaica und IND 53rd Street Line in Midtown Manhattan. Sie unterquert den East River im 53rd-Street-Tunnel. 
Eine Hauptaufgabe der Linie E ist die Verbindungen der Wohngebiete in Queens mit den Geschäftszentren in Long Island City und Manhattan. Überdies verbindet sie Manhattan mit den internationalen Flughäfen John-F.-Kennedy und LaGuardia: Der U-Bahnhof Sutphin Boulevard–Archer Avenue–JFK Airport am Regionalbahnhof Jamaica bietet Übergang zum AirTrain JFK. Am U-Bahnhof Jackson Heights–Roosevelt Avenue und an anderen Stationen besteht Übergang zu Bussen zum Flughafen LaGuardia.  

## Geschichte
Die erste Strecke der Independent Subway ging am 10. September 1932 in Betrieb. Weitere neu gebaute Strecken kamen im Wesentlichen bis 1940 hinzu. Die Linienverläufe änderten sich anfangs entsprechend dem Baufortschritt und in den folgenden Jahrzehnten entsprechend den Fahrgastbedürfnissen und Betriebsverhältnissen mehrfach.
Das Linienschema der Independent unterschied zwischen reinen Express-Zügen, deren Bezeichnung aus einem Buchstaben bestand, und reinen Local-Zügen, deren Bezeichnung aus zwei Buchstaben bestand. Auf den viergleisigen Hauptstrecken mit Richtungsbetrieb nutzen die Express-Züge die in der Regel innen angeordneten Gleise und halten nur an Express-Stationen, während die Local-Züge auf den äußeren Gleisen fahren und alle Stationen bedienen.

### Eröffnung in Queens
Am 19. August 1933 ging die viergleisige IND Queens Boulevard Line bis zum U-Bahnhof Roosevelt Avenue in Jackson Heights in Betrieb. Die Querverbindung zwischen der im Jahr zuvor eröffneten IND Eighth Avenue Line, die entlang der Westseite der Insel Manhattan verläuft, und der neuen Erweiterung in Queens stellte die IND 53rd Street Line her. Diese schließt in Manhattan an den 53rd Street Tunnel unter dem East River an. Diese Strecke unter der 53. Straße Manhattans gilt je nach Betrachtungsweise als eigenständig oder, insbesondere in Bezug auf die Kilometrierung, als Teil der IND Queens Boulevard Line.

### Erstes Jahrzehnt der LinieE
Mit Eröffnung der neuen Strecke wurde dem Linienschema der Independent Subway gemäß die Linie E eingerichtet. Vom 19. August 1933 bis zum 31. Dezember 1935 war sie eine Local-Linie, die von Chambers Street–Hudson Terminal bis zur damaligen Endstation Roosevelt Avenue–Jackson Heights fuhr und überall hielt.
In den Jahren 1936 bis 1940 wurden erste Teilabschnitte der später als IND Culver Line benannten Strecke in Brooklyn sowie der IND Sixth Avenue Line in Manhattan eröffnet. Die Linie E wurde am 1. Januar 1936 von ihrem originalen südlichen Endpunkt Chambers Street–Hudson Terminal zurückgezogen und stattdessen ab West 4 Street ostwärts auf die neue IND Houston Street Line verlagert und verlängert.
In Queens wurde die IND Queens Boulevard Line zum Jahresende 1936 bis Union Turnpike an der Grenze von Kew Gardens und Forest Hills verlängert, im April 1937 bis 169th Street in Jamaica. Nach diesen Ausbauten wurde am 24. April 1937 der Express-Betrieb nur im Berufsverkehr aufgenommen: Die Linie GG übernahm dann die Bedienung der Local-Stationen bis Continental Avenue, die Linie E fuhr als „Queens Manhattan Express“ bis Continental Avenue und von dort als Local bis zum Streckenende. Außerhalb des Berufsverkehrs fuhr die Linie E weiterhin entlang der ganzen Strecke als Local.
Zum 1. Juli 1937 war mit Eröffnung ihres südlichen Abschnitts die IND Crosstown Line auf ganzer Länge fertig gestellt und übernahm die Linie GG rund um die Uhr die Local-Bedienung der Stationen auf der IND Queens Boulevard Line bis Continental Avenue, so dass die Linie E auch außerhalb des Berufsverkehrs als Express fahren konnte.:4

### Weltausstellung und 1940er Jahre

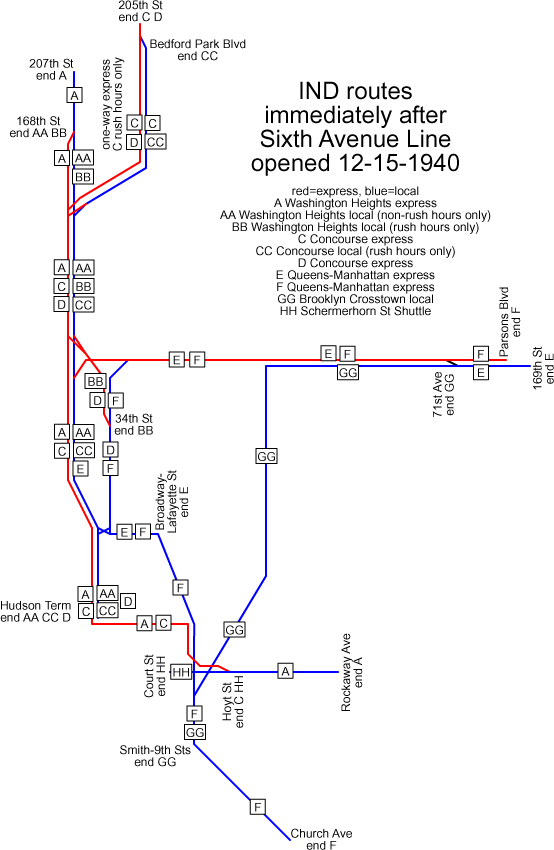
Liniennetz der Independent Subway am Ende des Jahres 1940

Für die Großveranstaltung 1939 New York World’s Fair ließ das städtische New York City Board of Transportation eine oberirdische Zweigstrecke zum späteren Flushing-Meadows-Park bauen. Die IND World’s Fair Line wurde während der Öffnungszeiten der Weltausstellung in den Sommerhalbjahren 1939 und 1940 betrieben und danach zurückgebaut. Sie zweigte von der IND Queens Boulevard Line ab und wurde hauptsächlich von der Linie GG und von Sonderzügen als Linie S bedient. An Wochenend-Abenden fuhren Zusatzzüge der Linie E zwischen dem Weltausstellungsbahnhof und Hudson Terminal in Lower Manhattan.:4
Am 15. Dezember 1940 ging die IND Sixth Avenue Line als zweite Stammstrecke in Manhattan in den Vollbetrieb. Die neu eingerichtete Linie F übernahm die Streckenführung nach Brooklyn und die Linie E wurde in Manhattan zum U-Bahnhof Broadway–Lafayette Street im heutigen Stadtviertel NoHo verkürzt.
Damit war die erste Phase der Neueröffnungen im Netz der Independent Subway beendet. Die Great Depression hatte die finanzielle Lage der Stadt so sehr verschlechtert, dass der zweite und dritte Bauabschnitt der IND Queens Boulevard Line aus Bundesmitteln der Works Progress Administration finanziert wurde und dann der Zweite Weltkrieg die Mittel auf sich zog.
Aus städtischen Mitteln kam am 11. Dezember 1950 als Abschluss der IND Queens Boulevard Line noch ein kurzer Streckenabschnitt zum Endbahnhof Jamaica–179th Street am Rand des Wohnviertels Jamaica Estates hinzu.

### Im Berufsverkehr nach Brooklyn
Zum 24. Oktober 1949 wurde die Linie E im Berufsverkehr über Manhattan hinaus entlang der IND Fulton Street Line bis Broadway–East New York (heute Broadway Junction) in Brooklyn verlängert.:3 Ein neuer Abschnitt der Fulton Street Line bis Euclid Avenue war im November 1948 eröffnet worden, so dass erstmals seit Eröffnung der Strecke Expressfahrten stattfanden.:6 Im Berufsverkehr wurde die Linie A zur Expresslinie und von der verlängerten Linie E als Local Train ergänzt. Zu allen übrigen Zeiten blieb die Line A der „Fulton Street Local“ und endete die Linie E aus Queens kommend weiterhin in Manhattan im U-Bahnhof Broadway–Lafayette Street.
Auf der IND Eighth Avenue Line blieb die Line E zunächst ein Local Train. Ab 30. Oktober 1954 wurde sie dort im Berufsverkehr als Express gefahren:3 und endete außerhalb des Berufsverkehrs in Chambers Street–Hudson Terminal,:7 wie es bereits bis 1936 der Fall gewesen war. Diese Änderung stand im zeitlichen Zusammenhang mit der am gleichen Tag eröffneten Culver-Rampe in Brooklyn, über die die bisherige unterirdische IND Smith Street Line aka IND South Brooklyn Line mit der Hochbahn BMT Culver Line verbunden und zur neuen IND Culver Line zusammengefasst wurde. Dies ermöglichte fortan umsteigefreie Fahrten der Linie D aus der Bronx bis Coney Island.:7

### Schnell oder langsam nach Rockaway
Die IND Rockaway Line in Queens wurde am 28. Juni 1956 eröffnet. Seitdem gibt es vier mögliche Endpunkte für aus der Innenstadt Brooklyns kommende Züge auf der IND Fulton Street Line: Nach Ozone Park–Lefferts Boulevard, Kurzfahrten nur bis Euclid Avenue mit dem angrenzenden Betriebshof „Pitkin Yard“, oder Fahrten auf die IND Rockaway Line mit ihren beiden Zweigstrecken auf der Halbinsel Rockaway. 
Es wurden im Verlauf der folgenden Jahre und Jahrzehnte verschiedene, manchmal nur bis zum nächsten Fahrplanwechsel währende Betriebskonzepte umgesetzt. Zu unterschiedlichen Zeiten war auf der IND Fulton Street Line die Linie A der Express und die Linie E der Local, oder andersherum, oder es entfiel die Linie E und fuhr stattdessen die Linie CC. 
Mit Eröffnung der IND Rockaway Line fuhr die Linie E in Brooklyn im Berufsverkehr weiterhin als Local Train, wurde aber auf die beiden Zweigstrecken der Halbinsel Rockaway verlängert.:7 Sie bot daher zunächst nur eine langsame Bedienung der neuen Strecke. Am 16. September 1956 übernahm die Linie A die Bedienung der Halbinsel Rockaway und wurde die Linie E bis Euclid Avenue zurückgezogen.:7 Ab 8. September 1958 galt das Gegenteil, indem im Berufsverkehr die Linie E nach Rockaway fuhr und die Linie A bis Euclid Avenue oder Lefferts Boulevard.:8 Die neuerliche nur langsame Bedienung der Halbinsel führte zu Unzufriedenheit bei den Fahrgästen, so dass vier morgendliche Züge der Linie E als Express fuhren und zum Ausgleich vier Züge der Linie A als Local.:8 Ab 8. September 1959 wurde die Linie A auf der IND Fulton Street Line zum Local und die Linie E zum Express, wobei ab Juni 1960 drei Züge der Linie E im Berufsverkehr von bzw. nach Lefferts Boulevard fuhren.:8
Die Linie E endet seit dem 30. August 1976 immer in Manhattan am World Trade Center.

### Halt am unteren Bahnsteig 42nd Street

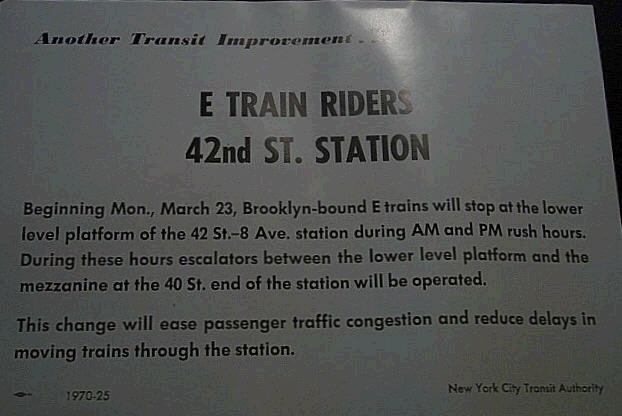
Information für Fahrgäste, dass Züge der Linie E ab 23. März 1970 auf der unteren Ebene 42nd Street halten

Beim Bau der IND Eighth Avenue Line wurde unter dem U-Bahnhof 42nd Street–Port Authority Bus Terminal ein zusätzlicher Bahnsteig für ein einzelnes Gleis vorbereitet, das Teil der IND 53rd Street Line wurde. Der Bahnsteig wurde für 1959 begonnene Sonderfahrten von Midtown Manhattan zu Pferderennveranstaltungen auf dem Aqueduct Racetrack in Queens fertig gestellt. In den 1970er Jahren hielten dort im Berufsverkehr Fahrten der Linie E. Das Gleis wurde um 1999 außer Betrieb genommen und der Bahnsteig um 2010 für die Verlängerung der IRT Flushing Line nach Hudson Yards durchtrennt.

### Entwicklung ab 1967
Im zeitlichen Zusammenhang mit der Eröffnung der Chrystie Street Connection in den Jahren 1967 und 1968 wies die New York City Transit Authority der Linie E ein rundes Signet in der Kennfarbe Türkis zu.
Eine wesentliche Veränderung des Linienwegs fand 1976 statt, als der Verkehr auf der IND Rockaway Line umgestellt wurde. In jenem Jahr strich die New York City Transit Authority aufgrund der drohenden Zahlungsunfähigkeit der Stadt New York zahlreiche Zugfahrten und veränderte das Liniennetz. Mit dem ab 30. August 1976 gültigen Fahrplan verdrängte die Linie CC die Linie E im Berufsverkehr von den zwei Strecken IND Fulton Street und IND Rockaway Line.
Die Kennfarbe aller Linien, deren Stammstrecke die IND Eighth Avenue Line ist, wurde 1979 auf ein einheitliches Blau geändert.

Signets der Linie E
Türkis 1967 bis 1979
Helleres Blau 1979 bis 1987
Dunkleres Blau seit 1987

Die jüngste wesentliche Änderung bei der Linie E war die Eröffnung der IND Archer Avenue Line am 11. Dezember 1988. Seitdem endet sie im U-Bahnhof Jamaica Center–Parsons/Archer. In nachfolgenden Fahrplanperioden verkehren und verkehrten im Berufsverkehr einzelne Fahrten von und nach dem vormaligen Endpunkt Jamaica–179th Street, weil in der Endstation Jamaica Center–Parsons/Archer nicht mehr als 12 Züge pro Stunde wenden können.
Nach dem Einsturz des World Trade Centers am 11. September 2001 waren beide Bahnsteige des U-Bahnhofskomplexes Chambers Street–World Trade Center der IND Eighth Avenue Line gesperrt und die Zugänge unbenutzbar. Die Linie E fuhr daher anfänglich ab West 4 Street auf die IND Sixth Avenue Line und endete im U-Bahnhof Second Avenue. Zwei Tage später wurde sie durch den Rutgers-Street-Tunnel nach Brooklyn umgeleitet und bediente dort als Ersatz für die Linie C die IND Fulton Street Line bis Euclid Avenue. Vier Tage nach dem Einsturz wurde Chambers Street für Durchfahrten freigegeben, so dass die Linie E anstelle der Linie C durch den Cranberry-Street-Tunnel auf deren gewöhnlichem Linienweg bis Euclid Avenue fahren konnte. Ab dem 24. September konnte die Linie E wieder in den Kopfgleisen World Trade Center wenden, aber Fahrgäste konnten bis 1. Oktober 2001 nur Canal Street ein- und aussteigen.

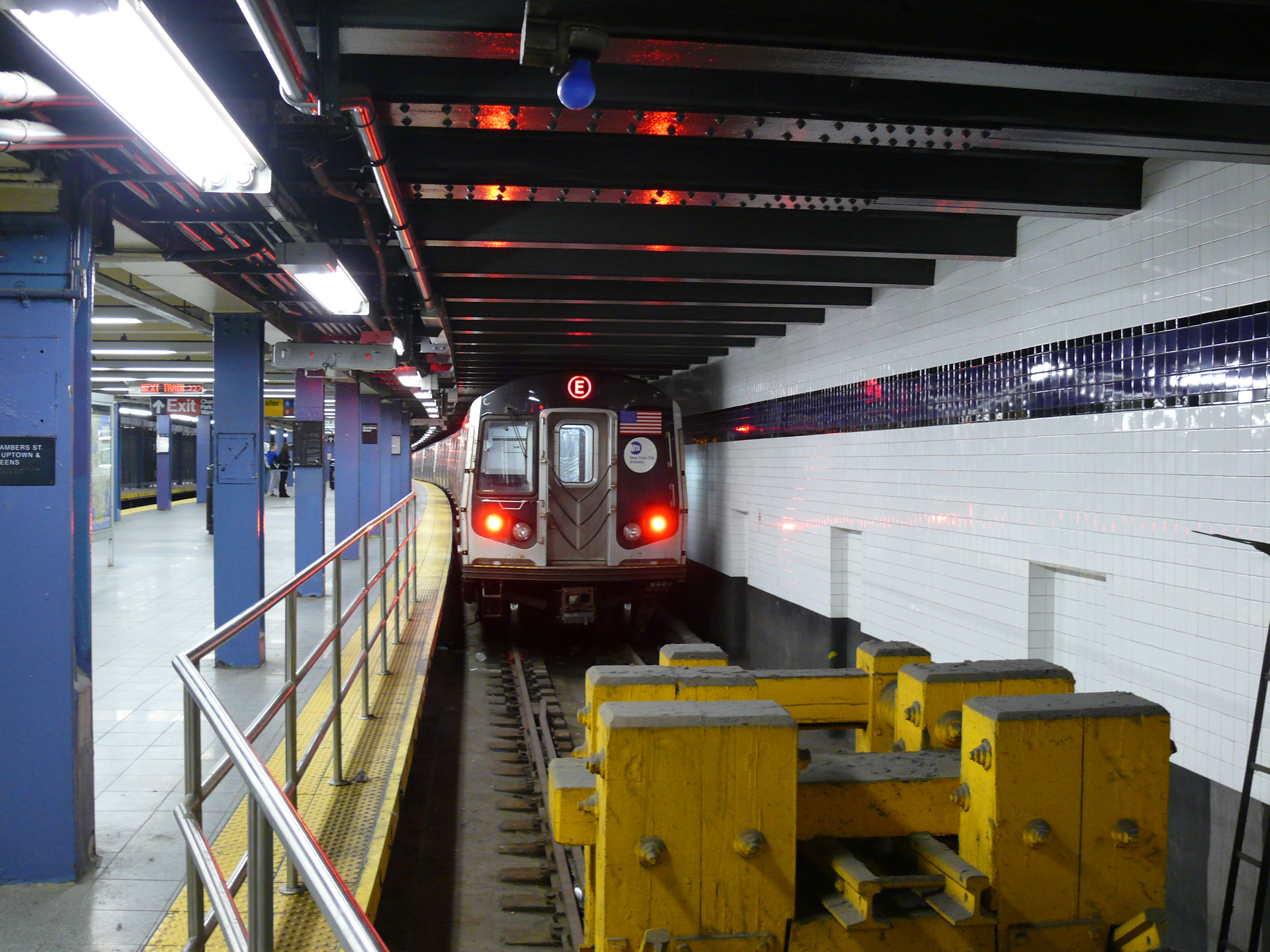
Der U-Bahnhof World Trade Center besteht aus zwei Kopfgleisen, der benachbarte Bahnhofsteil Chambers Street hat durchgehende Gleise
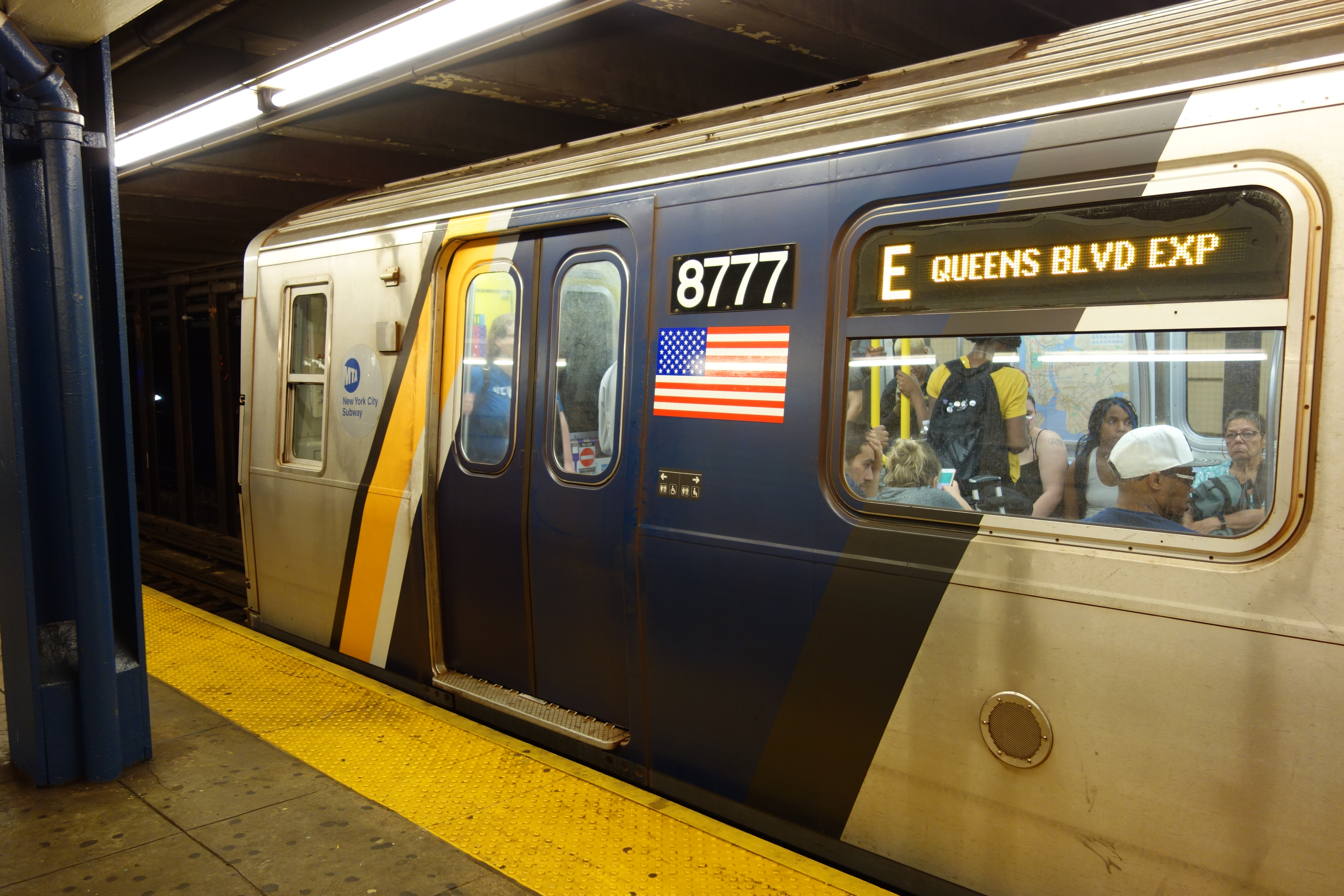
Zug mit seitlichem Zuglaufschild „E QUEENS BLVD EXP“ (2018)
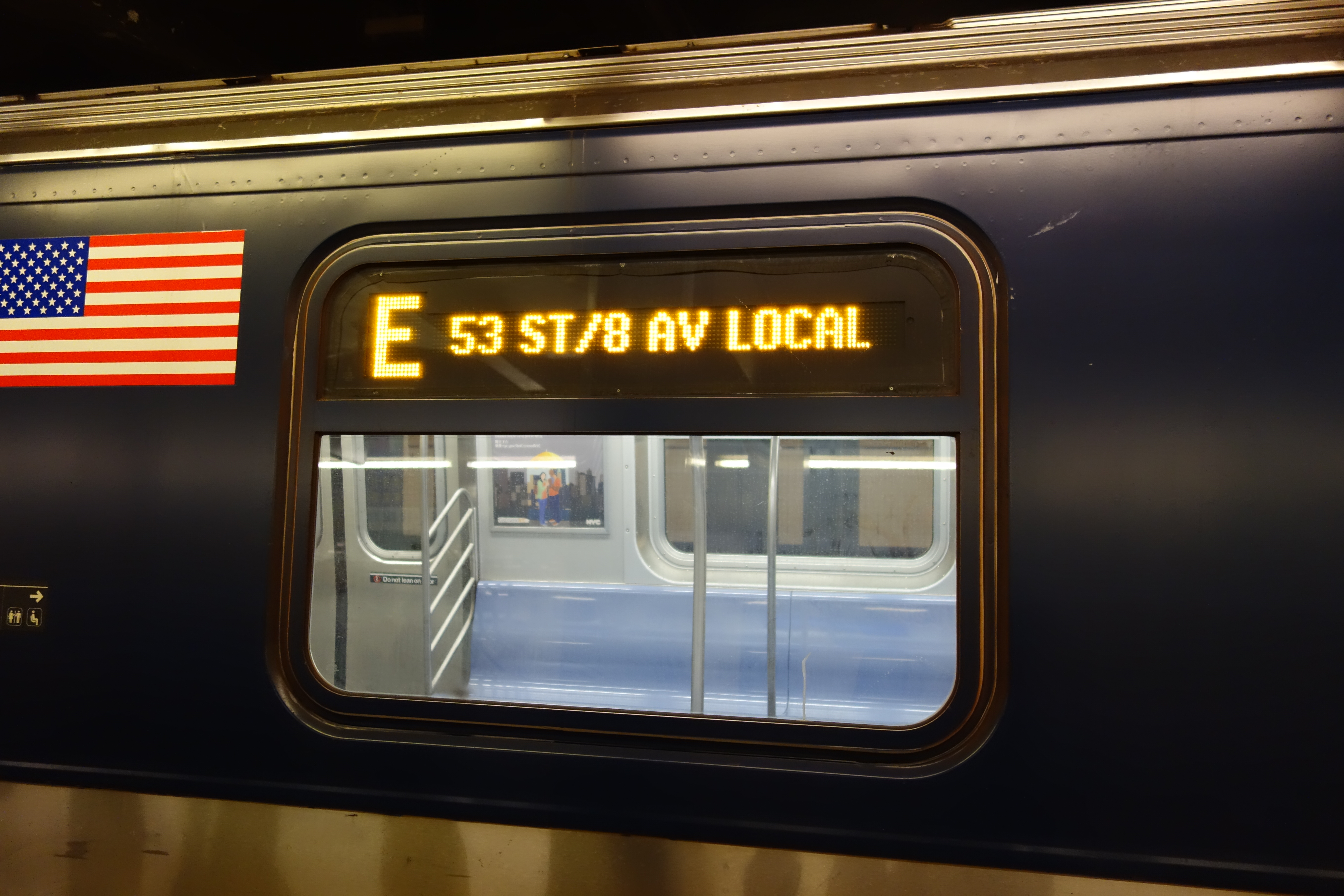
Seitliches Zuglaufschild „E 53 ST/8 AV LOCAL“ (2018)
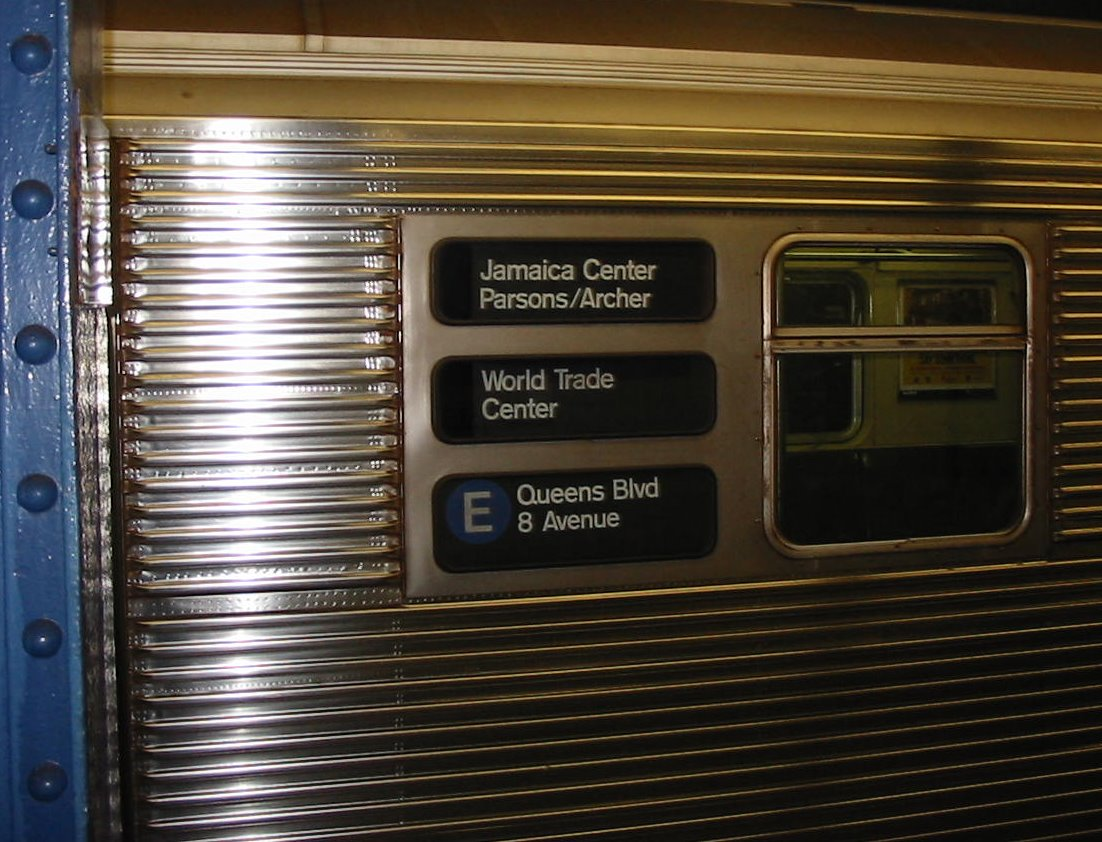
Seitliche Zuglaufbeschilderung an älterem U-Bahn-Wagen

## Fahrzeuge
Mit Stand 25. Juli 2021 fuhren auf der Linie E Züge aus jeweils 10 Wagen des Typs R160A. Sowohl für den frühen als auch den späten Berufsverkehr bestand der Auslauf aus 26 Zügen, die aus 260 Wagen gebildet werden.:20
Während im Berufsverkehr von 1945 bis 1967 die Züge der Linien E und F generell aus 10 Wagen gebildet wurden, wurden von 1953 bis 1957 auf den Linien E und F aufgrund der hohen Fahrgastnachfrage auf der IND Queens Boulevard Line im Berufsverkehr Züge aus 11 Wagen eingesetzt.:6 Dazu wurden im Jahr 1953 Bahnsteige an mehreren Stationen verlängert.
Außerhalb des Berufsverkehrs wurden die Züge auf 5 oder 6 bis 8 Wagen verkürzt, an Wochenenden waren 5 oder 6 Wagen üblich. Im Nachtverkehr waren zwischen 1949 und 1967 Züge aus 3 bis 5 Wagen anzutreffen.:6–7

## Fahrplan
Die Linie E verkehrt rund um die Uhr zwischen Jamaica Center–Parsons/Archer und World Trade Center. Im ab Dezember 2022 gültigen Fahrplan verkehrten sieben werktägliche Fahrten im Berufsverkehr abweichend von und nach Jamaica–179th Street.
Ab Jamaica Center–Parsons/Archer waren folgende Fahrzeiten vorgesehen:
- Voller Expressbetrieb von Jamaica–Van Wyck bis Queens Plaza: Erste Abfahrt 06.07 Uhr, letzte 17.56 Uhr. Fahrzeit 46 bis 54 Minuten.
- Local von Jamaica–Van Wyck bis Forest Hills–71st Avenue, ab dort Express bis Queens Plaza: Erste Abfahrt 05.22 Uhr, letzte 22.30 Uhr. Fahrzeit 46 bis 47 Minuten.
- Die Fahrzeit im Spät- und Nachtverkehr mit Halt an allen Stationen beträgt 52 bis 60 Minuten.

An Wochenenden findet tagsüber nicht der volle Expressbetrieb statt, sondern es werden immer die Halte von Jamaica–Van Wyck bis Forest Hills–71st Avenue bedient.

## Ehemalige Linien

Signet der Linie EE von 1967 bis 1976

Das Linienschema der Independent Subway nutzte die Buchstaben A bis H. Die Linien mit einstelligen Bezeichnungen waren als reine Expresse geplant, die über die Grenzen der Stadtbezirke (Boroughs) und insbesondere der großen Gewässer hinweg fahren sollten, und die mit zweistelligen als reine Locals, die innerhalb ihrer Stadtbezirke bleiben sollten. In der Praxis bewährte sich diese kategorische Unterscheidung nicht. Sie war nach Einführung gemeinsamer Linien der IND- und der BMT-Division überholt.
Eine Linie EE existierte in zwei Zeitperioden.

### Linie EE (1933–1937)
Ab der Eröffnung der IND Queens Boulevard Line am 19. August 1933 war die Linie EE eine Local-Linie in Ergänzung zur Express-Linie E. Sie fuhr außerhalb der Hauptverkehrszeiten zwischen Chambers Street–Hudson Terminal in Manhattan und 71st Avenue in Queens als „8 Avenue Local“ und als „Queens Boulevard Local“. Sie wurde am 1. Juli 1937 in Queens durch ausgeweitete Betriebszeiten der Linie GG ersetzt.

### Linie EE (1967–1976)
Im Rahmen der Liniennetz-Umstellung für die Chrystie Street Connection wurde 1967 eine als Linie EE bezeichnete Linie neu eingeführt, die sich von der im Jahr 1937 eingestellten unterschied. Sie verkehrte tagsüber außerhalb des Berufsverkehrs.
Sie fuhr in Queens parallel zur Expresslinie E als „Queens Boulevard Local“ zwischen 71st Avenue und Queens Plaza, wo sich die Linienwege trennten: Die Linie EE nutzte die BMT 60th Street Tunnel Connection und den 60th-Street-Tunnel, um als „Broadway Local“ auf den Local-Gleisen der BMT Broadway Line nach Whitehall Street am Staten Island Ferry Whitehall Terminal an der Südspitze Manhattans zu fahren.
Die Haushaltskrise der Stadt New York führte 1976 zur Kürzung des Fahrtenangebots. Am 30. August 1976 wurde die Linie EE gestrichen und von der Linie N als ein „Broadway Local“ ersetzt. Die Linienbezeichnung entfiel und wurde seit 1976 nicht erneut verwendet, zumal es seit 1985 keine zweistelligen Linienbezeichnungen mehr gibt.

## Weiterführende Informationen